# 馬利克·曼蘇爾·米爾扎·邵·薩爾坦納
馬利克·曼蘇爾·米爾扎親王（波斯語：ملک منصور میرزا شعاع‌السلطنه、英語：Malek Mansur Mirza Shao es-Saltaneh，1880年—1922年）是伊朗卡扎爾王朝的親王，他是穆扎法爾丁·沙的次子。
他在1880年出生於大不里士，由私塾啟蒙，在1901年至1902年及1904年擔任法爾斯總督，並在1921年10月12日至1922年1月20日出任伊朗總理。他從父親處繼承了獅子和太陽勳章。他在1922年11月6日於德黑蘭逝世。
| 前任者： 艾哈邁德·蓋瓦姆 | 伊朗總理 1921年－1922年 | 繼任者： 哈桑·皮爾尼亞 |